# 147° westerlengte
147° westerlengte is een lengtegraad, onderdeel van geografische positieaanduiding in bolcoördinaten. De lijn loopt vanaf de Noordpool naar de Noordelijke IJszee, Noord-Amerika, de Grote Oceaan, de Zuidelijke Oceaan en Antarctica naar de Zuidpool.
De meridiaan 147° westerlengte vormt een grootcirkel met de meridiaan 33° oosterlengte. De meridiaanlijn begint bij de Noordpool en eindigt bij de Zuidpool. De meridiaan 147° westerlengte gaat door de volgende landen, gebieden of zeeën. 
| Land, gebied of zee  | Nauwkeurigere gegevens                |
| -------------------- | ------------------------------------- |
| Noordelijke IJszee   |                                       |
| Beaufortzee          |                                       |
| Verenigde Staten     | Alaska - Stockton Islands             |
| Beaufortzee          |                                       |
| Verenigde Staten     | Alaska                                |
| Prince William Sound |                                       |
| Verenigde Staten     | Alaska - Montague Island              |
| Grote Oceaan         |                                       |
| Zuidelijke Oceaan    |                                       |
| Antarctica           | Niet-toegeëigend gebied in Antarctica |